# Liste de ponts d'Argentine
Cet article a pour objet de présenter une liste de ponts remarquables d'Argentine, tant par leurs caractéristiques dimensionnelles, que par leur intérêt architectural ou historique. 

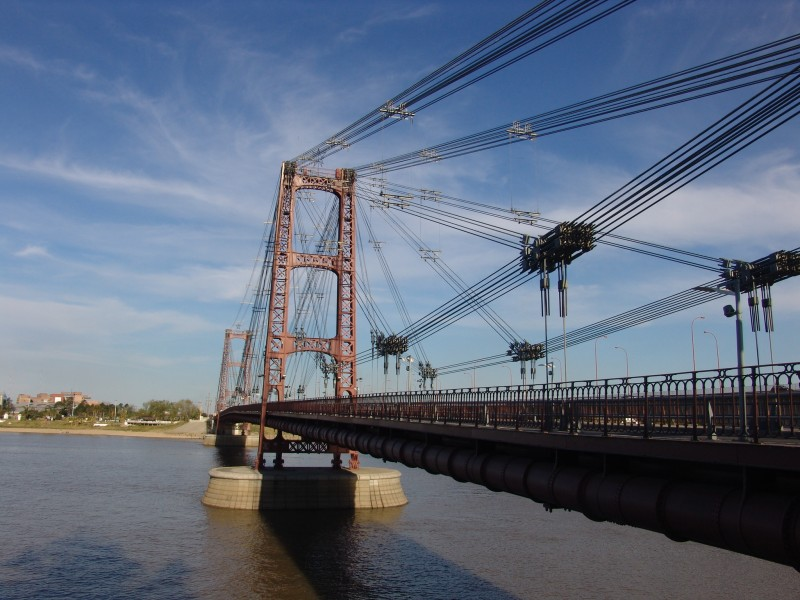
Le pont suspendu de Santa Fe conçu selon le modèle Gisclard, possède une armature réalisée en France puis acheminée par bateau en Argentine

La catégorie lien donne la classification de l'ouvrage parmi ceux présentés et propose un lien vers la fiche technique du pont sur le site Structurae, base de données et galerie internationale d'ouvrages d'art. La liste peut être triée selon les différentes entrées du tableau pour voir ainsi les ponts en arc ou les ouvrages les plus récents par exemple.
Les colonnes portée et longueur, exprimées en mètres indiquent respectivement la distance entre les pylônes de la travée principale et la longueur totale de l'ouvrage, viaducs d'accès compris.

## Ponts présentant un intérêt historique ou architectural
|  |   | Nom                                     | Distinction                                                                | Long. | Type                             | Voie portée Voie franchie                  | Date | Localisation                                                | Province                         | Ref.  |
|  | - | --------------------------------------- | -------------------------------------------------------------------------- | ----- | -------------------------------- | ------------------------------------------ | ---- | ----------------------------------------------------------- | -------------------------------- | ----- |
|  | 1 | Pont transbordeur de Buenos Aires       | Site d'intérêt culturel                                                    |       | Treillis Acier Pont transbordeur | Hors service Río Matanza-Riachuelo         | 1914 | Buenos Aires 34° 38′ 18,7″ S, 58° 21′ 22,2″ O               | District fédéral de Buenos Aires | [ 1 ] |
|  | 2 | Viaduc de Polvorilla                    | Train des nuages Situé à 4 200 mètres d'altitude Hauteur libre : 63 mètres | 222   | Pont à tréteaux Acier            | Chemin de fer General Manuel Belgrano C-14 | 1932 | Chorrillos 24° 12′ 10″ S, 66° 24′ 51,5″ O                   | Salta                            | ,     |
|  | 3 | Pont Alsina (anciennement pont Uriburu) | Site d'intérêt culturel                                                    |       | Treillis Acier Pont basculant    | Avenida Sáenz Río Matanza-Riachuelo        | 1938 | Buenos Aires - Valentín Alsina 34° 39′ 35″ S, 58° 25′ 00″ O | District fédéral de Buenos Aires | [ 4 ] |
|  | 4 | Pont Nicolás Avellaneda                 |                                                                            | 1600  | Treillis Acier Pont levant       | Río Matanza-Riachuelo                      | 1940 | Buenos Aires 34° 38′ 17″ S, 58° 21′ 20,7″ O                 | District fédéral de Buenos Aires |       |

## Grands ponts
Ce tableau présente les ouvrages ayant des portées supérieures à 100 mètres ou une longueur totale supérieure à 500 mètres (liste non exhaustive).
|  |    | Nom                                                     | Portée | Long. | Type                                                           | Voie portée Voie franchie                          | Date | Localisation                                                   | Province                         | Ref.   |
|  | -- | ------------------------------------------------------- | ------ | ----- | -------------------------------------------------------------- | -------------------------------------------------- | ---- | -------------------------------------------------------------- | -------------------------------- | ------ |
|  | 1  | Pont Zárate-Brazo Largo Pont Justo José de Urquiza      | 330    | 6222  | Haubané Tablier métallique, pylônes béton 110+330+110          | Ruta Nacional 12 Paraná Guazú (Rio Paraná)         | 1978 | Brazo Largo 33° 54′ 36,3″ S, 58° 53′ 05,5″ O                   | Entre Ríos                       | [ 5 ]  |
|  | 2  | Pont Zárate-Brazo Largo Pont du Général Bartolomé Mitre | 330    | 4571  | Haubané Tablier métallique, pylônes béton 110+330+110          | Ruta Nacional 12 Paraná de las Palmas (Rio Paraná) | 1978 | Zárate 34° 06′ 11,9″ S, 59° 00′ 08,9″ O                        | Buenos Aires                     | [ 6 ]  |
|  | 3  | Pont San Roque González de Santa Cruz                   | 330    | 2550  | Haubané Tablier caisson béton, pylônes béton 115+330+115       | Rio Paraná                                         | 1990 | Posadas - Encarnación 27° 22′ 09,1″ S, 55° 51′ 43,2″ O         | Misiones Paraguay                | [ 7 ]  |
|  | 4  | Pont Rosario-Victoria                                   | 330    | 4098  | Haubané Tablier mixte acier/béton, pylônes béton 120+330+120   | Ruta Nacional 174 Rio Paraná                       | 2002 | Rosario 32° 52′ 13,3″ S, 60° 41′ 08″ O                         | Santa Fe                         |        |
|  | 5  | Pont General Manuel Belgrano                            | 245    | 2800  | Haubané Tablier poutres béton, pylônes béton 163+245+163       | Ruta Nacional 16 Rio Paraná                        | 1973 | Corrientes - Resistencia 27° 28′ 13,3″ S, 58° 51′ 36,2″ O      | Corrientes Chaco                 |        |
|  | 6  | Pont du Général libérateur San Martín                   | 220    | 3408  | Poutre-caisson Béton précontraint 145+220+145                  | Ruta Nacional 136 Rio Uruguay                      | 1976 | Gualeguaychú - Fray Bentos 33° 06′ 01,8″ S, 58° 14′ 54,3″ O    | Entre Ríos Uruguay               | [ 8 ]  |
|  | 7  | Pont international de la Fraternité                     | 220    | 480   | Poutre-caisson Béton précontraint 130+220+130                  | Ruta Nacional 12 Rio Iguaçu                        | 1985 | Puerto Iguazú - Foz do Iguaçu 25° 35′ 19,6″ S, 54° 33′ 41,8″ O | Misiones Brésil                  |        |
|  | 8  | Pont Hipólito Yrigoyen                                  | 150    | 270   | Suspendu Tablier poutres acier, pylônes acier 60+150+60        | Avenida Loberia Río Quequén Grande                 | 1929 | Necochea - Quequén 38° 33′ 08,5″ S, 58° 43′ 32,7″ O            | Buenos Aires                     | [ 9 ]  |
|  | 9  | Pont suspendu de Santa Fe                               | 148    | 295   | Haubané Tablier acier, pylônes acier Albert Gisclard 74+148+74 | Puente Ing. Candioti Lagune Setúbal (Rio Paraná)   | 1928 | Santa Fe 31° 38′ 24,3″ S, 60° 40′ 52,4″ O                      | Santa Fe                         | [ 10 ] |
|  | 10 | Pont General Artigas                                    | 140    | 2350  | Poutre-caisson Béton précontraint 97+140+97                    | Ruta enlace paysandu Rio Uruguay                   | 1975 | Colón - Paysandú 32° 15′ 53,8″ S, 58° 06′ 00,6″ O              | Entre Ríos Uruguay               |        |
|  | 11 | Puente de la Mujer                                      | 100    | 160   | Haubané Tablier acier, pylône incliné acier Pont tournant      | Passerelle Dock n°III                              | 2001 | Buenos Aires 34° 36′ 28,8″ S, 58° 21′ 54,6″ O                  | District fédéral de Buenos Aires |        |
|  | 12 | Pont du Gouverneur Oroño                                |        | 380   | Poutre-caisson Béton précontraint                              | Ruta Nacional 168 Lagune Setúbal (Rio Paraná)      | 1971 | Santa Fe 31° 38′ 26,8″ S, 60° 40′ 53,8″ O                      | Santa Fe                         |        |